# Cabrera (gruppo musicale)
I Cabrera sono un gruppo musicale post-rock/emo-core italiano formatosi a Modena nel 2013.

## Storia
Nel 2014 esce l'EP d'esordio Nessun rimorso.
Nel 2015 pubblicano il primo album Da qui si vede tutto.
Il 23 agosto 2015 aprono il concerto dei The Get Up Kids al Circolo Magnolia di Milano. Suonano inoltre insieme a band riconosciute nel panorama emocore, sia estere (The Fall of Troy, Tiny Moving Parts, And So I Watch You from Afar, Prawn) che italiane (Fine Before You Came, Gazebo Penguins, Fast Animals and Slow Kids).
Nel 2017 esce il secondo album Una montagna in casa.
Nel 2019 decidono di prendersi una pausa dalla musica. Ritornano sulle scene nella primavera del 2023.
Il 23 febbraio 2024 esce, per l'etichetta Non Ti Seguo Records, il terzo album Restare intatti.

## Formazione

### Attuale
- Francesco Galavotti – voce, chitarra, tastiere
- Alessandro Giliberti – basso
- Leonardo Vecchi – chitarra
- Nicolò Bertoni – batteria, percussioni, voce

### Ex componenti
- Jason Cabrera – chitarra
- Marcello Vigarani – basso
- Raffaele Marchetti – chitarra, tastiere
- Daniele Rossi – violoncello

## Discografia

### Album in studio
- 2015 – Da qui si vede tutto
- 2017 – Una montagna in casa
- 2024 – Restare intatti

### EP
- 2014 – Nessun rimorso